# Холистер (Калифорнија)
Холистер (енгл. Hollister) град је у америчкој савезној држави Калифорнија. По попису становништва из 2010. у њему је живело 34.928 становника.

## Демографија
Према попису становништва из 2010. у граду је живело 34.928 становника, што је 515 (1,5%) становника више него 2000. године.
| Група             | 2000.          | 2010.          |
| Белци             | 13.246 (38,5%) | 10.163 (29,1%) |
| Афроамериканци    | 469 (1,4%)     | 341 (1,0%)     |
| Азијати           | 965 (2,8%)     | 929 (2,7%)     |
| Хиспаноамериканци | 18.949 (55,1%) | 22.965 (65,7%) |
| Укупно            | 34.413         | 34.928         |